# Асоціація «Українці Казахстану»
Асоціація «Українці Казахстану» — безпартійна неприбуткова організація, яка представляє значну частину української громади Казахстану, є членом Світового конґресу українців (СКУ). Об'єднує 12 культурних центрів та товариств, 6 творчих колективів. Активно взаємодії з Посольством України в Республіці Казахстан.

## Історія
Перше національно-культурне об'єднання українців у Казахстані виникло ще за часів СРСР, 1989 року, у тодішній столиці країни місті Алма-Ата. Очолив його відомий у світі радянський та український (народився на Донеччині) учений-тюрколог, професор Олександр Миколайович Гаркавець. 1992 року подібне товариство виникло у Павлодарі, а в 1993 році — у Семипалатинську, Акмолі, Караганді, Костанаї. Спроби створити українські національно-культурні центри (УНКЦ) були також в Актау, Атирау й Уральську, однак невдалі. Ставлення до появи таких центрів у Казахстані було неоднозначне: прихильники повернення колишнього Союзу з цього приводу навіть обурювалися, а представники влади підходили до цього з певною осторогою. Після того як 1995 року Президент Казахстану Н. Назарбаєв ініціював створення Асамблеї народу Казахстану, покликану зміцнювати міжнаціональну злагоду в державі, УНКЦ з'явилися і в інших містах — Петропавловську, Усть-Каменогорську, Уральську, Сатпаєві.
До 1999 року в країні нараховувалося 13 УНКЦ. Після цього розпочалася підготовка до формування загальнореспубліканського об'єднання, до чого неодноразово закликала й Українська всесвітня координаційна рада (УВКР).
Після кількох безуспішних спроб у 1995—1998 роках, 8 березня 1999 року в Павлодарі пройшла установча конференція, на якій представники Акмолинського (О. Козинець), Карагандинського (Ю. Осик), Павлодарського (М. Парипса), Північно-Казахстанського (М. Марусик) та Семипалатинського (М. Плахотнюк) регіональних УНКЦ заснували Асоціацію «Українці Казахстану», покликану сприяти активізації діяльності культурних центрів і товариств, а також координувати їхню роботу. Головою асоціації було обрано Михайла Парипсу, члена УВКР від східної діаспори, засновника та керівника Павлодарської обласної громади українців.
Асоціація «Українці Казахстану» об'єднує тих українців, які потрапили до Казахстану внаслідок або виселення з України у часи повоєнних репресій, або прибули на освоєння цілини, або за направленням після навчання, і чиє становлення відбулося на казахській землі. Однак вони та їхні нащадки й досі підтримують тісні зв'язки з історичною батьківщиною та, як правило, володіють українською мовою.
З утворення у 2005 році іншого об'єднання — «Рада українців Казахстану», у Асоціації «Українців Казахстану» намітився з нею конфлікт за представництво усіх українців держави. Протягом тривалого часу Асоціація й Рада та їхні очільники важко знаходили спільну мову. Перший крок до єднання Асоціації та Ради певною мірою зробило посольство України в Казахстані — під його патронатом 2011 року створено громадську раду з представників обох республіканських українських об'єднань та регіональних етнокультурних центрів українців. До порозуміння закликав представників двох потужних центрів діаспори й голова УВКР Михайло Ратушний, за ініціативи якого окремі з них вперше за останній час поговорили про можливу співпрацю.

## Структурна будова
На чолі Асоціації голова, що обирається конференцією 1 раз на 4 роки. До складу входять 12 місцевих культурно-національних організацій та 6 творчих колективів, українська гімназія в Астані, українські школи, бібліотеки. Найактивніші організації українців діють в Астані, Караганді, Павлограді й Семипалатинську. Головою Асоціації натепер є М. Парипс. Осідок розташовано у Павлодарі.

### Члени
Організації і товариства:
- Акмолинське українське об'єднання «Ватра»
- Український культурний центр «Жетису-Просвіта» ім. Т. Г. Шевченка Алматинської області
- Карагандинське українське товариство «Рідне слово»
- Павлодарське товариство української культури ім. Т. Г. Шевченка
- Семипалатинське об'єднання української культури «Світанок»
- Український культурний центр ім. Т. Г. Шевченка, м. Саптаєв
- Центр української культури Північно-Казахстанської області «Світанок», м. Петропавловськ
- Український культурний центр «Криниця», м. Аксу
- Український культурний центр м. Алмати
- Український міський національно-культурний центр «Надія», м. Шимкент
- Українське культурно-просвітницьке товариство Західно-Казахстанської області «Єднання» (м. Уральськ)
- Український культурний центр «Світанок», м. Екібастуз

Творчі колективи:
- Павлодарський український народний хоровий колектив, художній керівник, заслужений діяч мистецтв України Олександр Білозерський.
- Жіночий вокальний колектив «Червона калина» м. Акмола, художній керівник — Г. Бірюкова.
- Молодіжний хореографічний колектив «Марічка», художній керівник — Н. Н. Осипенко.
- Український хоровий колектив ветеранів м. Караганди, художній керівник — І. А. Запарнюк.
- Український жіночий хоровий колектив м. Аксу Павлодарської області, художній керівник — В. П. Бральгер.
- Молодіжний український вокальний колектив «Кохання» м. Усть-Каменогорська, художній керівник — Г. І. Сербина.

Українські школи:
- Українська гімназія в м. Астані.
- Українські відділення в школах національного відродження в містах — Павлодарі, Петропавловську, Усть-Каменогорську.
- Українські недільні школи і факультативи в містах — Астані, Караганді, Алмати, Семипалатинську, Екибастузі Павлодарської області. Бібліотеки: в Павлодарі, Алмати, Астані, Петропавлівську.

## Діяльність
Головною метою є об'єднання зусиль і координація роботи із забезпечення зв'язків з державними і громадськими інститутами Казахстану і України, місцевих українських національно–культурних центрів, їхніх керівників та активу в справі відродження і всебічного розвитку української мови, культури, національних традицій і звичаїв, духовних цінностей українців Казахстану, їхньої самосвідомості, самозахисту соціально–економічних, культурних прав і свобод, підвищення ділової активності в усіх сферах економіки, розширення міжнародних зв'язків, зміцнення миру і дружби між націями і народностями.
З 1994 року виходить друком україномовна газета «Українські новини», створена за підтримки особисто Н. Назарбаєва та ініціативи О. М. Гаркавця. Фінансування здійснюється з державного бюджету. Редакція приділяє чимало уваги сторінкам української історії — Голодомор, збройна боротьба УПА, постаті Степана Бандери та Романа Шухевича тощо. Із січня 2015 року Асоціація видає власну газету «Вісник».
За участю Асоціації «Українців Казахстану» підготовлено та випущено друком книгу–альбом «Українці Казахстану».
Делегації Асоціації брали участь у другому-п'ятому Всесвітніх форумах українців, трьох Конґресах та п'яти Річних зборах СКУ.